# كريس ساندي
كريس ساندي (بالإنجليزية: Chris Sande) (مواليد 10 فبراير 1964) هو ملاكم كيني، مثّل بلاده في الألعاب الأولمبية الصيفية 1988 وحقق الميدالية البرونزية في فئة الوزن المتوسط.

## روابط خارجية
كريس ساندي على موقع بوكس ريك (الإنجليزية) (registration required)
- كريس ساندي على موقع اللجنة الأولمبية الدولية (الإنجليزية)
- كريس ساندي على موقع أوليمبيديا (الإنجليزية)